# Gotthelf Wilhelm Poscharsky
Gotthelf Wilhelm Poscharsky (* 29. September 1818 in Dresden; † 7. September 1890 ebenda) war ein sächsischer Gartenarchitekt und königlicher Hofgärtner.

## Leben

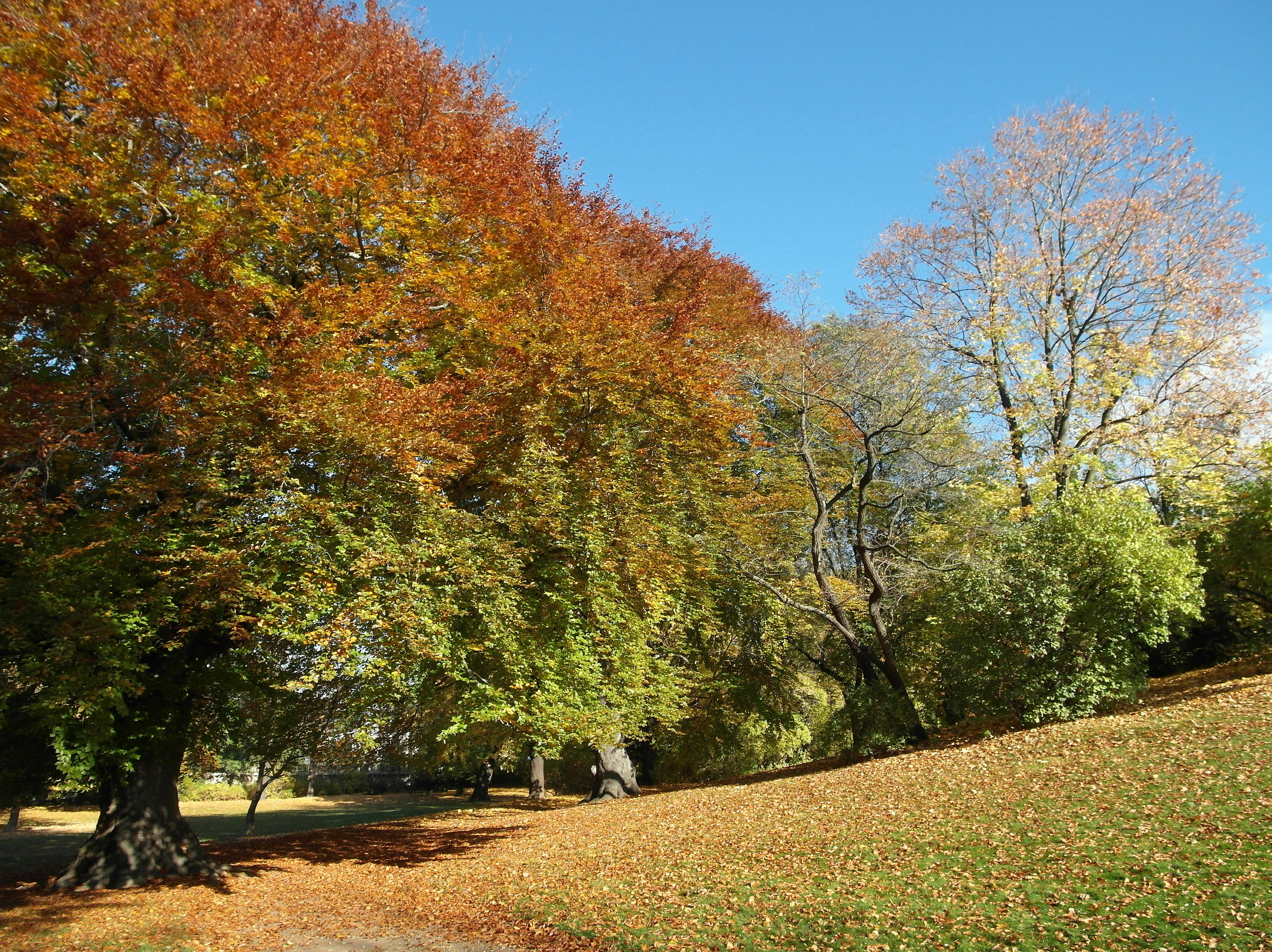
Englischer Teil des Palaisgartens

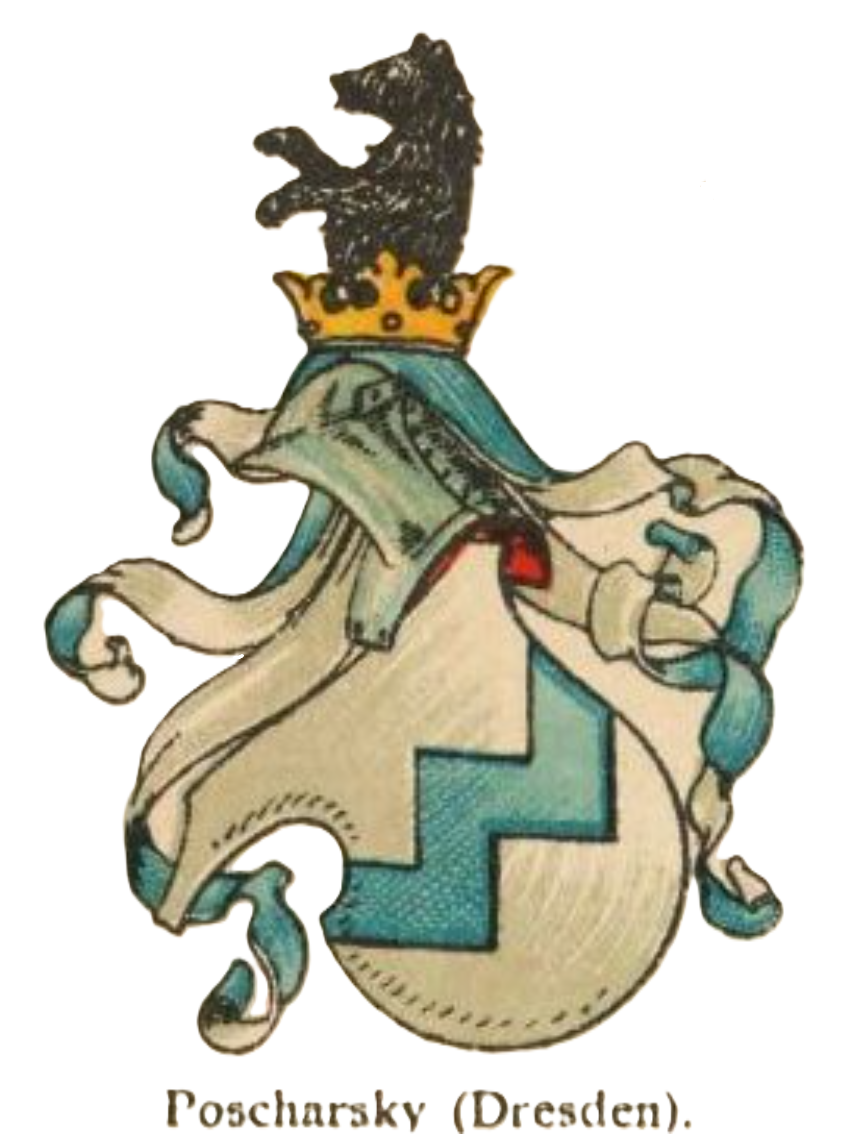
Familienwappen der Poscharsky zu Dresden

Poscharsky wurde als Sohn des Gärtners Gotthelf August Benjamin Poscharsky (1765–1851) und dessen Frau Christiane Concordia (1787–1869, geb. Baumann) geboren. Er entstammte damit einer der ältesten und bekanntesten Gärtnerfamilien Sachsens, deren Vorfahren wie die ebenfalls bekannten Gärtnerfamilien Seidel und Terscheck einst aus Böhmen eingewandert waren.
Er besuchte zunächst die Königliche Bauakademie in Dresden, wo er Schüler des berühmten Architekten Gottfried Semper war, wandte sich aber bald der Landschaftsgärtnerei zu. Seine Lehrzeit absolvierte er im Schlossgarten zu Pillnitz beim dortigen Hofgärtner Johann Gottfried Terscheck (1784–1870). Anschließend wurde er im Dresdner Palaisgarten für einige Jahre Obergehilfe bei dessen Bruder, dem ebenfalls renommierten Hofgärtner Carl Adolph Terscheck (1782–1869). Als solcher war er bei der Anlage der ersten städtischen Parkanlagen beteiligt. Denn Terscheck, der sich im Zuge der Entfestigung Dresdens über die Grenzen der Stadt hinaus als Gartenarchitekt und Botaniker einen Namen gemacht hatte, war unter anderem von 1843 und 1850 für die Errichtung der Bürgerwiese (Innere Bürgerwiese) verantwortlich. Außerdem entstand zu jener Zeit östlich des Japanischen Palais ein Landschaftsgarten im Englischen Stil.

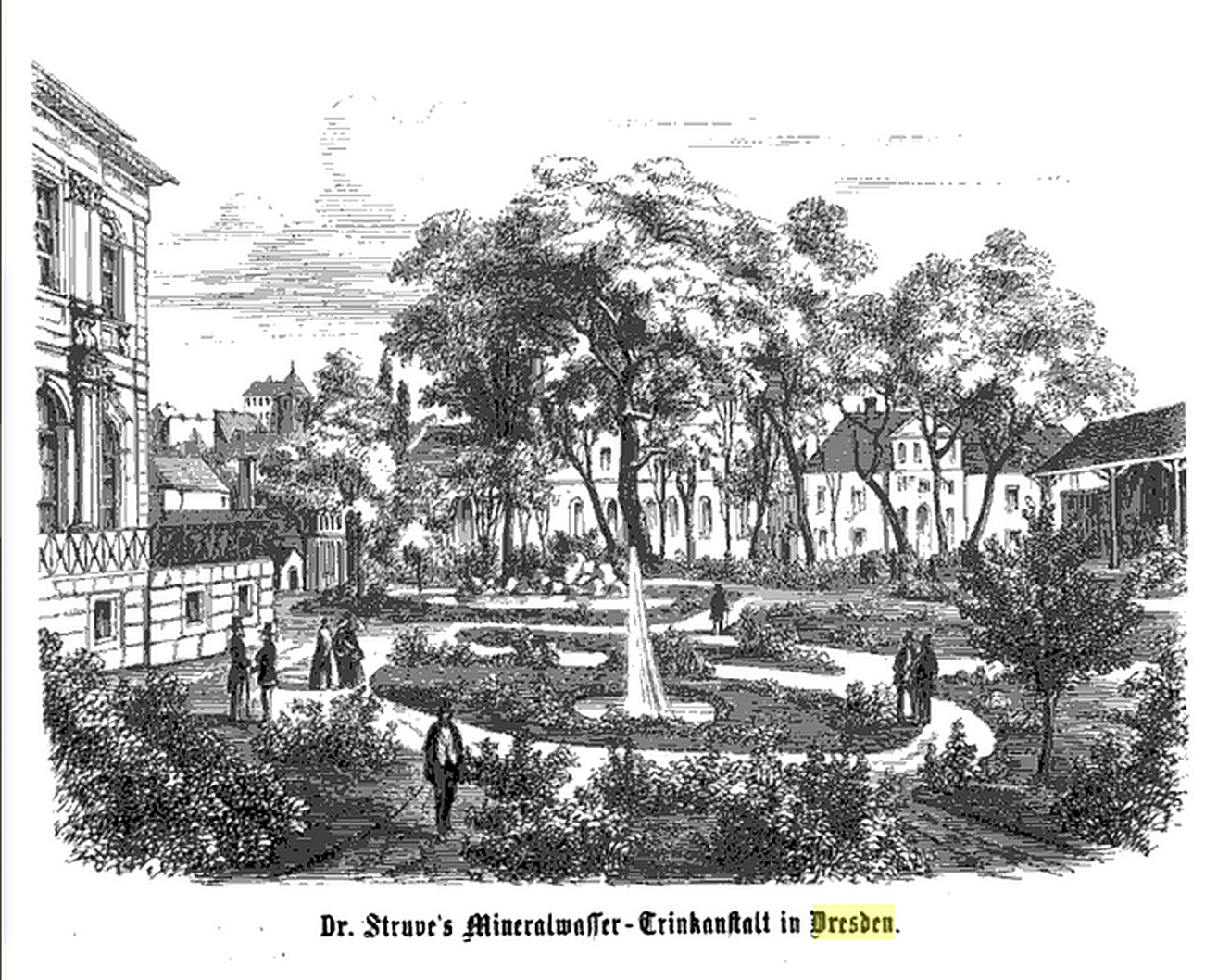
Struves Mineralwasseranstalt an der Prager Straße in Dresden um 1853

Gotthelf Wilhelm Poscharsky wurde schließlich Obergärtner im seit 1821 in der Dresdner Seevorstadt gelegenen Trinkgarten von Friedrich Adolph August Struve (1781–1840). In der Trinkanstalt reichte Struve künstlich hergestelltes Mineralwasser. Als Anfang der 1850er Jahre in unmittelbarer Nähe die Prager Straße angelegt wurde, erfuhr Struves Gartenanlage unter Poscharsky eine Erweiterung, sodass diese bald als „grossartig“ bezeichnet und er erstmals als Landschaftsgärtner einem breiteren Publikum bekannter wurde.
Seine gute Ausbildung und hervorragenden Arbeiten blieben dem Dresdner Hof nicht verborgen. Prinz Georg von Sachsen (1832–1904), der spätere sächsische König, berief Poscharsky im Jahre 1855 zum Hofgärtner. Als solcher legte er unter anderem Garten- und Parkanlagen in Strehlen, Zschieren und Hosterwitz an.
Prinz Georg bewohnte seit 1854 das Palais der Sekundogenitur am heutigen Blüherpark, welches nun Prinz-Georg-Palais genannt wurde. Neben baulichen Veränderungen am Palais gab es unter Prinz Georg auch Erweiterungen der dazugehörigen Gartenanlagen. So kam es unter anderem 1863 zu Grundstückszukäufen im Norden und Süden der Anlage. Außerdem mussten durch Poscharsky sieben Gewächshäuser bewirtschaftet werden, in denen vor allem Topfpflanzen zur Verschönerung des prinzlichen Palais gezüchtet wurden. Die Hofgärtnerei befand sich zu jener Zeit in einem an der Pirnaischen Straße gelegenen Vorwerk im Norden des Gartens.
In Strehlen wurde die Gartenanlage an der Königlichen Villa, die im Jahre 1860 vom sächsischen Kronprinzen Albert (1828–1902) übernommen war, von Poscharsky parkähnlich gestaltet. In Hosterwitz gestaltete er den Garten der Königlichen Sommervilla, die dem Prinzen Georg zeitweilig als Wohnstätte diente. In Chemnitz entstanden nach Plänen Poscharskys von 1867 bis 1869 die Parkanlagen auf der Schlossteichinsel.
1888 veräußerte Prinz Georg jedoch 30.000 m² Land im Norden der dem Prinz-Georg-Palais zugehörigen Anlage an die Dresdner Baugesellschaft, sodass die dort gelegene Hofgärtnerei auf im Südosten zwischen Bürgerwiese und Environweg gelegene Flächen umziehen musste. Den aufwendigen Umzug organisierte Poscharsky noch, verstarb allerdings wenig später.
Gesellschaftlich hoch anerkannt war Gotthelf Wilhelm Poscharsky 37 Jahre lang Mitglied der Flora – Sächsische Gesellschaft für Botanik und Gartenbau. Weiterhin engagierte er sich in der Naturwissenschaftlichen Gesellschaft ISIS Dresden und weiterer Vereine. Außerdem gilt er als Begründer der Dresdner Gärtner-Krankenkasse, die 1870 ins Leben gerufen wurde.

## Familie
Poscharsky war mit Juliane Luise (1834–1881, geb. Simmgen) verheiratet. Das Paar hatte fünf Kinder. Sein erster Sohn war Oskar Wilhelm Poscharsky (1856–1914), sein zweiter Sohn der Architekt Max Georg Poscharsky (1859–1899). Der Familiennachlass, welcher unter anderem Heirats- und Sterbeurkunden, den Bürgerbrief der Stadt Dresden für Gotthelf Wilhelm Poscharsky (1874), den Ausbildungsnachweis für Oskar Wilhelm Poscharsky (1874) und die Urkunde zur Verleihung des Albrechtskreuzes an Gotthelf Wilhelm Poscharsky (1880) enthält, ist heute im Sächsischen Staatsarchiv in Leipzig zu finden.

## Auszeichnungen (Auswahl)
- 1880 Albrechtskreuz, anlässlich seines 25-jährigen Dienstjubiläums als Hofgärtner[1]